# Yukarıesenli, Çarşamba
Yukarıesenli là một xã thuộc huyện Çarşamba, tỉnh Samsun, Thổ Nhĩ Kỳ. Dân số thời điểm năm 2010 là 440 người.